# Imbert de La Platière de Bourdillon
Imbert de La Platière de Bourdillon, közismerten Bourdillon marsall (1516 – Fontainebleau, 1567. április 4.), Bourdillon, Frasnay, Montigny-lès-Cherlieu, Saint-Sulpice, Saint-Aubin és Époisses ura, Champagne helytartója (1547–1553), 1564-től Franciaország marsallja, a kései itáliai háborúk és az első francia vallásháború hadvezére. A mérsékelt katolikus tábor tagjaként élete utolsó éveiben rendkívül nagy befolyással rendelkezett Medici Katalin régenskormányzata idején.

## Származása, családja
A nivernais-i (Nevers-vidéki) La Platière-család legkorábbi ismert tagjai a 14. század második felében éltek; egyes kutatók a Jura hegység vidékéhez, Arbois-hoz kötik a eredetüket. A marsall nagyapja, I. Philibert (1438–1508) királyi kamarás, több vár és térség kapitánya, várnagya és bailli-je volt. Gyermeke, Philippe (†1523) királyi udvarmesterként és Niort kapitányaként szolgált. Feleségétől, Catherine Motier de La Fayette-től négy gyermeke született:
- François (1510–1544), Les Bordes ura, az orléans-i herceg kamarájának nemese. 1544-ben Châlons-en-Champagne alatt esett el az itáliai háborúk során. Két gyermeke született Anne de Jaucourt-tól:
  - René (†1562), Les Bordes ura, aki nagybátyja, a marsall ötven fős lándzsás kompániájában szolgált zászlósként 1559-től. 1562-ben, gyermektelenül esett el a dreux-i csata során.
  - Françoise (1541–1598), Les Bordes úrnője, Époisses, Marault, Franay-les-Chanoines és Prie bárónője.
- Renée, Jean de Sanceterre felesége;
- Guillemette, apátnő;
- Imbert (1516–1567), Bourdillon ura, aki nagybátyja, a nevers-i püspök (†1519) keresztnevét kapta meg.

## Katonai pályája az itáliai háborúk idején
I. Ferenc idején (1515–1547), még gyermekként a királyi istállókban szolgált apródként, majd a dauphin, a későbbi II. Henrik király apródja lett. Az 1540-es évektől részt vett az itáliai háborúkban, így harcolt Champagne-ban és Itáliában is; 1544-ben részt vett a győztes ceresolei csatában.
I. François de Nevers (1516–1562) herceg, Champagne kormányzójának kompániájában hadnaggyá, majd az ún. ordonnance-kompániákban ötven fegyveres kapitányává léptették elő. II. Gaspard de Coligny ajánlására 1545. április 27-én a burgundiai L'Auxois régió bailli-jává, majd 1547. április 6-án Champagne és Brie helytartójává nevezték ki Nevers hercege távolléte esetére. A király utasította Champagne városainak megerősítésére V. Károly császár betöréseire készülve.
Az 1547-ben trónra lépő II. Henrik 1551 áprilisában őt bízta meg azzal, hogy Reims-be vigye az ifjú lotaringiai herceget, III. Károlyt, hogy a francia udvarban nevelkedhessen. Augusztus folyamán tábori marsallá lépett elő, és Anne de Montmorency connétable alatt szolgált Lotaringiában. 200 fegyveres élén II. Claude d’Aumale hercegnek vitt erősítést, de Albrecht von Brandenburg-Ansbach erői legyőzték Aumale-t az érkezése előtt Toul mellett. A következő év októberében lemondott champagne-i helytartóságáról. 1554-ben az ordonnance-kompániája élén elűzte az ellenséget Mézières vidékéről. 1555-ben Champagne határán megállította a parasztok lázongását és fosztogatását, visszafoglalta Fumay várát és néhány környező erősséget, majd csapatai jelenléte révén lehetővé tette Mariembourg, Rocroi és Maubert-Fontaine erődítési munkálatait.
1557-ben a saint-quentini vereség nyomán az ő jóvoltából menekült meg a francia sereg mintegy harmada. Amikor 1558 elején François de Guise herceg megindult az angol kézen lévő Calais ellen, La Platière elterelő hadműveletet indított a várostól keletre az ellenség erőinek elvonása érdekében. Calais eleste után Guise alatt harcolt Thionville bevételénél is (1558. június 22.).
1559 februárjában a francia király képviseletében részt vett Charles de Marillac mellett az augsburgi császári diétán, ahol I. Ferdinánd német-római császár fogadta őket. Ez évben a Saluzzói Őrgrófság, valamint a cateau-cambrésis-i békében további három évre francia kézen hagyott öt piemonti város (Torino, Chieri, Pinerolo, Chivasso és Villanova d’Asti) kormányzójává és helytartójává nevezték ki, amely minőségben hevesen, de sikertelenül ellenezte Emánuel Filibert savoyai herceg törekvéseit azok visszaszerzésére. 1560-ban Medici Katalin régenskormányzata megkötötte a fossanói egyezményt Savoyával, amelyben Torinót, Chierit és Villanovát Pinerolóra, Perosára és Saviglianóra cserélték. La Platière még ez évben a Szent Mihály-rend lovagja lett. 1561-ben megvásárolta Nemours hercegétől Époisses uradalmát, amelynek felújította és átépítette a kastélyát.

## A vallásháborúkban

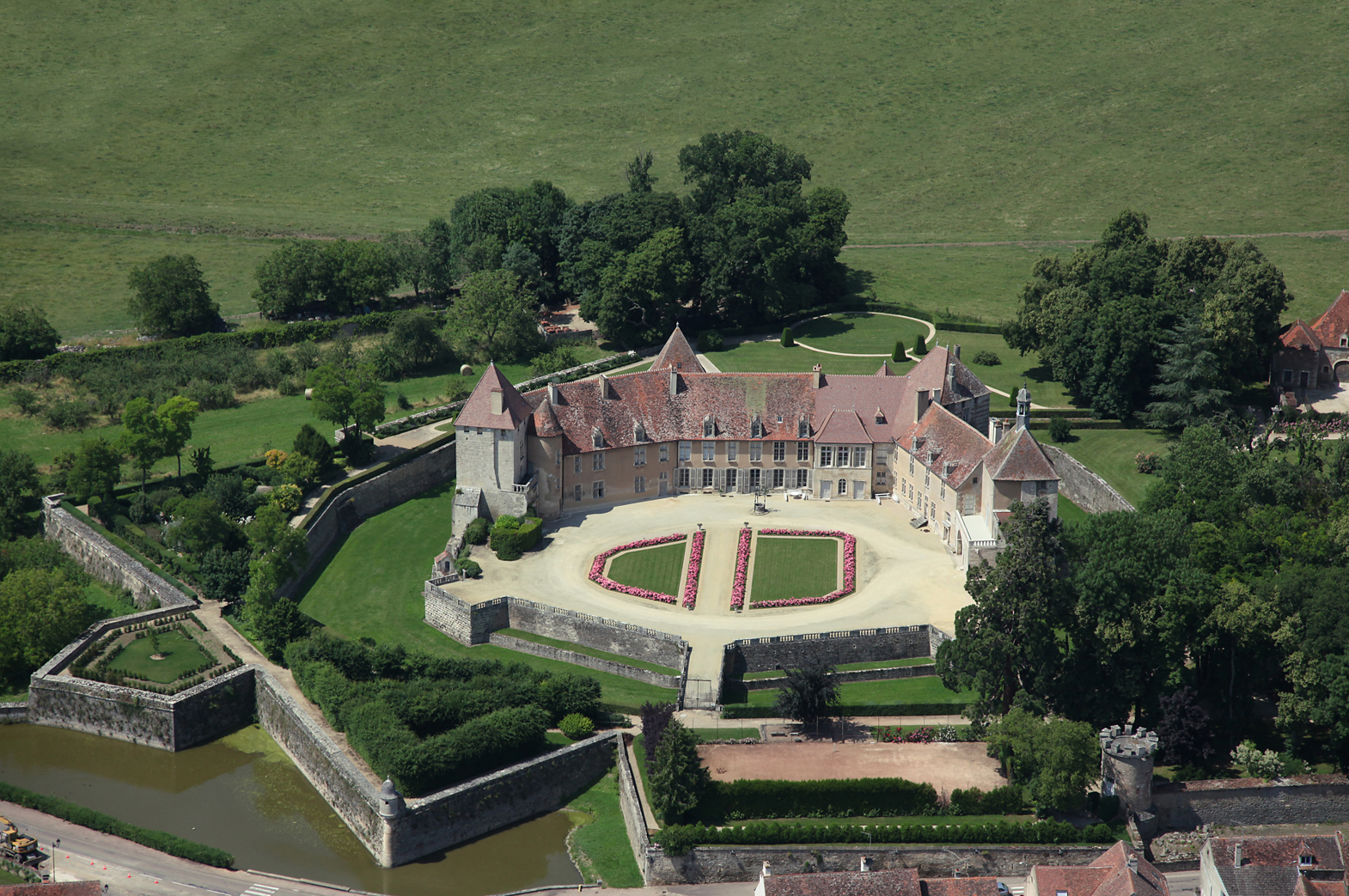
Az Imbert de La Platière által 1561-ben megvásárolt époisses-i kastély

Az 1562-ben kitörő francia vallásháborúk idején Medici Katalin nagyban támaszkodott a mérsékelt katolikus nézeteket valló La Platière-re a királyság megbékítését célzó politikájában, aki ezekben az években hatalmas befolyásra tett szert. Helyreállította Rouenban a békét, majd 1563 júliusában ő vezette a korábban hugenották által angol kézre átjátszott Le Havre-t visszaszerző, egyesült katolikus–protestáns sereget. 1564. április 6-án Troyes városában kapta meg a marsalli kinevezést az előző év végén elhunyt Brissac marsall helyére. Ez évben Guyenne-ben csillapította le az ottani feszültségeket; 1565-ben elkísérte az anyakirálynét és IX. Károlyt annak nagy körutazásán Bayonne-ba, ahol részt vett Medici Katalin és leánya, Erzsébet spanyol királyné találkozóján.
A marsall 1567-ben halt meg Fontainebleau-ban; valószínűleg orvosa mérgezte meg, hogy ezzel az újra kiéleződő vallási konfliktusban elveszejtse a katolikus tábor egyik vezéralakját. Az époisses-i templomban temették el.

## Házasságai, örökösödése
1546. szeptember 13/14-én vette feleségül Claude de Damas-t (†1558), Ragny úrnőjét, Charles de Damas fiát, Girard de La Magdelaine özvegyét. A házasság révén birtokába került Songy. Frigyük gyermektelen maradt.
1561. április 15-én házasodott újra, második felesége Renato da Birago (franciásan René de Birague, 1506–1583), a franciákat szolgáló torinói parlamenti elnök, majd pinerolói főtanácsos egyetlen leánya, Francesca / Françoise volt. (Apósát még a marsall életében Lyon helytartójává nevezték ki, később kancellárként tevékenykedett, végül egyházi pályára lépve püspök és bíboros lett.) Ebből a házasságból sem született gyermek. A marsall özvegye később Jean de Montmorency-Lavalhoz (†1578), majd Jacques d'Amboise-hoz, Aubijoux grófjához ment feleségül.
A marsall örököse így unokahúga, Françoise de La Platière des Bordes (1541–1598), a család utolsó tagja lett, aki 1569-ben Henri de l'Hôpital, majd 1573-tól Louis d'Ancienville (1530–1606) souilléi és dormans-i vikomt, révilloni báró felesége lett. Halála után leszármazottai, az Ancienville-család tagjai örökölték a La Platière-birtokokat.

## Bibliográfia
- Adrien Bonvallet: Le château des Bordes et ses seigneurs: Étude Historique. (franciául) Nevers: Paulin Fay. 1869.

## Fordítás
Ez a szócikk részben vagy egészben  az   Imbert de La Platière de Bourdillon című francia Wikipédia-szócikk ezen változatának fordításán alapul.  Az eredeti cikk szerkesztőit annak laptörténete sorolja fel. Ez a jelzés csupán a megfogalmazás eredetét és a szerzői jogokat jelzi, nem szolgál a cikkben szereplő információk forrásmegjelöléseként.